# Kirchenmoschee (Vefa)

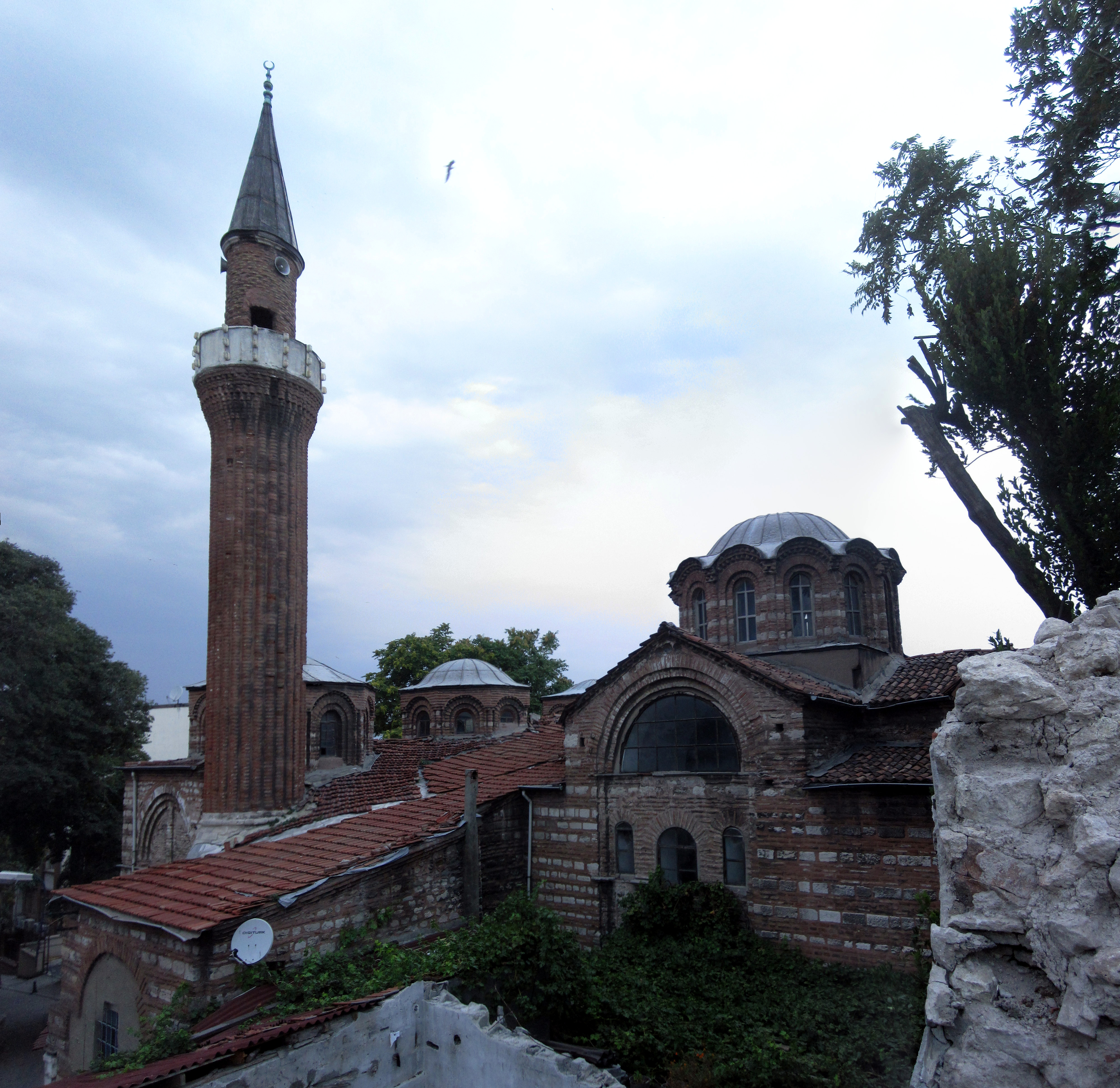
Der Kirchenbau (rechts) und der Exonarthex (links) von Süden gesehen

Die Kirchenmoschee von Vefa (deutsch für Vefa Kilise Câmii, auch bekannt als Molla Gürani Camii, in der byzantinischen Kunstgeschichte meist nur als Kilise Camii bezeichnet) ist eine orthodoxe Kirche, die nach der Eroberung Konstantinopels 1453 durch Molla Gürani in eine Moschee umgewandelt wurde. Sie wurde früher mit einer dem heiligen Theodor geweihten Kirche identifiziert, dies ist allerdings völlig unbelegt. Das Gebäude gilt als eines der bedeutendsten Beispiele der Komnenen- und Palaiologen-Architektur von Konstantinopel.

## Lage
Das Gebäude der Kirchenmoschee liegt im Istanbuler Stadtteil Fatih, im Viertel Vefa, einige hundert Meter südlich der Süleymaniye-Moschee.

## Geschichte

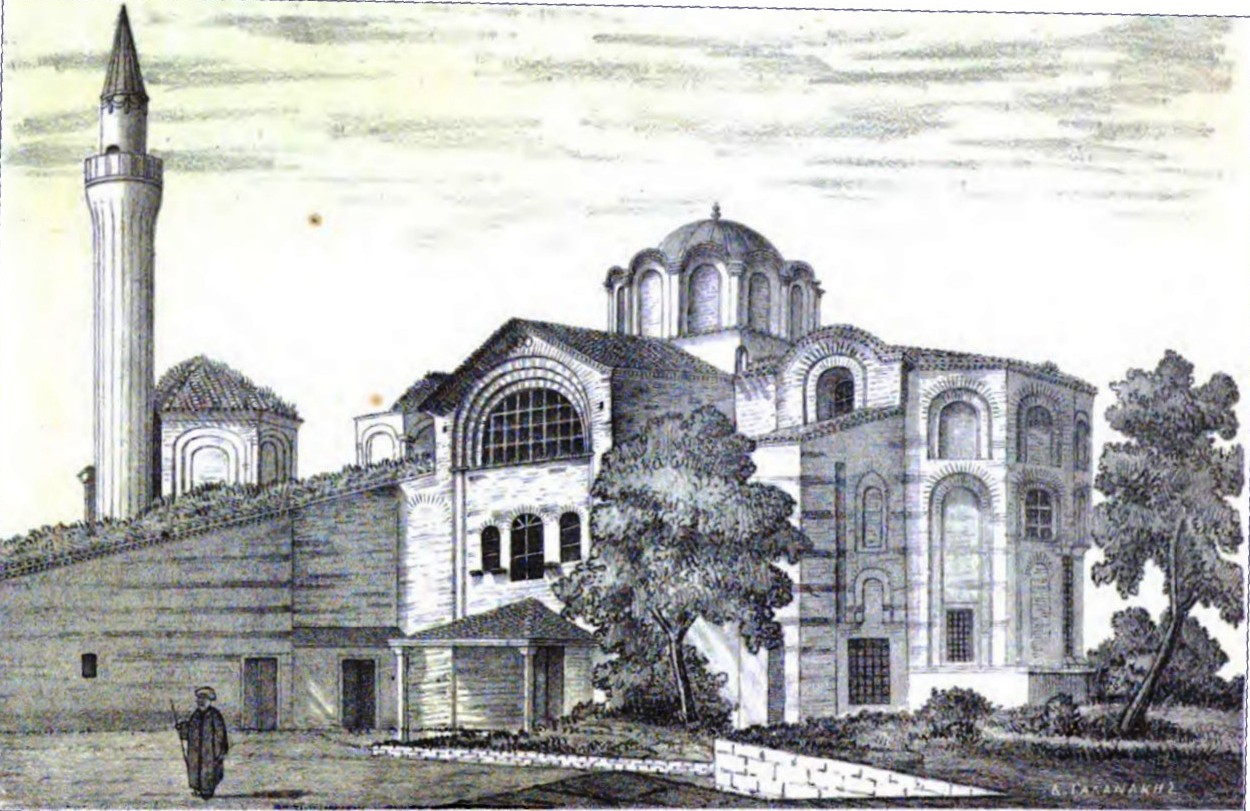
Der Exonarthex von Südosten gesehen – Bild aus dem 19. Jahrhundert

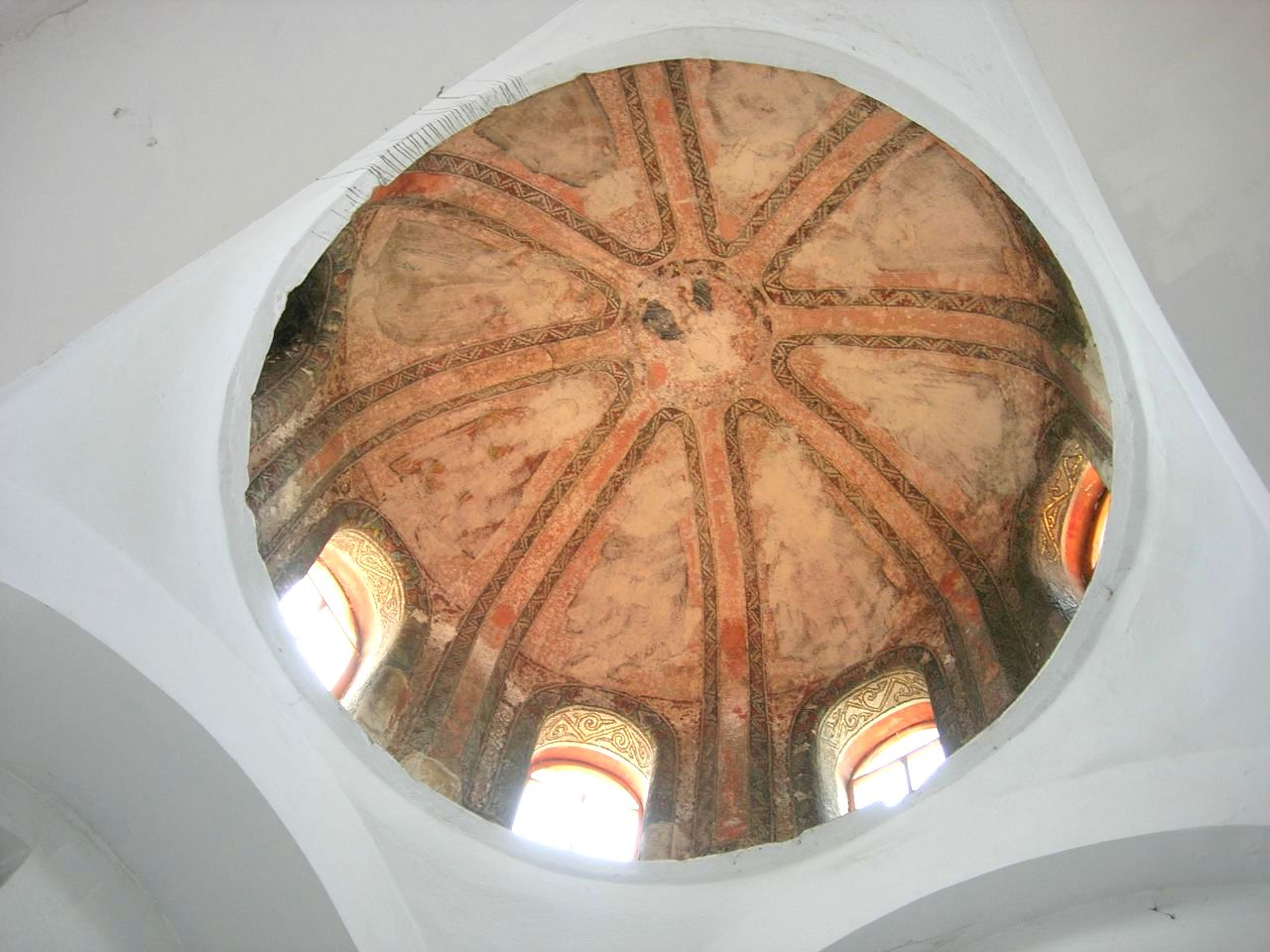
Die Südkuppel des Exonarthex mit Überresten des Mosaiks, die Gesichter modern zugeschmiert

Die Geschichte des an einem Abhang des dritten Hügels von Konstantinopel errichteten Gebäudes ist nicht gesichert. Betrachtet man das Mauerwerk, wurde es zwischen dem 11. und 12. Jahrhundert errichtet, während der Regentschaft von Alexios I. Komnenos. Dass die Kirche Hagios Theodoros gewidmet wurde, ist ungesichert. Während der lateinischen Besetzung im Zuge des Vierten Kreuzzuges wurde das Gebäude für einige Zeit römisch-katholisch.
Gleich nach dem Fall Konstantinopels wurde die Kirche in eine Moschee umgewandelt. Als Gründer der Moschee gilt der berühmte kurdische Mullah Molla Gürani, der als Tutor Sultan Mehmeds II. wirkte und bald Mufti von Istanbul wurde. In der Folge trug die Moschee seinen Namen. 1833 zerstörte ein Feuer die hölzernen Anbauten. 1937 erfuhr das Gebäude eine Teilrestaurierung. Die verbliebenen Mosaike wurden freigelegt und gesäubert, in den letzten Jahren jedoch teilweise (Gesichter) wieder mit Beton verschmiert.